# Lee Fierro
Lee Fierro (* 13. Februar 1929 in New York City als Elizabeth Lee Beers; † 5. April 2020 in Aurora, Ohio) war eine US-amerikanische Schauspielerin, Theaterregisseurin und Schauspiellehrerin. Bekannt wurde sie durch die Rolle der Mrs. Kintner in den Filmen Der weiße Hai und Der weiße Hai – Die Abrechnung.

## Leben und Wirken
Elizabeth Lee Beers wurde 1929 in New York City als Tochter eines Architekten geboren. Im Alter von 8 Jahren trat sie im Theaterstück The Christmas Rose auf und beschloss, dass sie Theaterschauspielerin werden wollte. Sie trat fortan regelmäßig im Schul- und Community-Theater auf.
1949 heiratete sie den Schauspieler Marvin Stephens. Aus der Ehe gingen vier Kinder hervor. Die Familie zog nach Pennsylvania, wo sie dem Ensemble des Hedgerow Repertory Theatre in Rose Valley beitrat. Dort trat sie in Stücken von Arthur Miller, Bernard Shaw, Eugene O’Neill und Henrik Ibsen auf. Da sie als Mutter von vier Kindern immer weniger Zeit für die auch mental fordernden Theaterauftritte hatte, begann sie damit, Schauspiel- und Tanzunterricht zu geben.
Nach der Scheidung von Stephens heiratete sie Bernard Fierro, mit dem sie ein weiteres Kind hatte. 1965 besuchte sie erstmals Martha’s Vineyard und ließ sich mit ihrer Familie 1969 dort nieder. Zu dieser Zeit war sie nicht mehr schauspielerisch tätig und gab Geburtsvorbereitungskurse. Sie war maßgeblich daran beteiligt, dass das Krankenhaus der Insel die Unterstützung von Hebammen bei Geburten zuließ.
Als 1974 Der weiße Hai auf Martha’s Vineyard gedreht wurde, bewarb sich Fierro auf Empfehlung der Casting-Assistentin Jini Poole für eine Rolle im Film. Nach einen Vorsprechen bei Steven Spielberg erhielt sie die Rolle der Mrs. Kintner, für die sie mit 46 Jahren eigentlich zu alt war. Da sie sich weigerte, in der Rolle zu fluchen, wurde ihre Szene mit Polizeichef Martin Brody im Drehbuch von Carl Gottlieb umgeschrieben. Die Szene, in der sie den von Roy Scheider gespielten Brody ohrfeigte, musste 17 mal gedreht werden, bis Spielberg mit dem Ergebnis zufrieden war. Die Rolle der Mrs. Kintner übernahm Fierro 1987 auch in Joseph Sargents Film Der weiße Hai – Die Abrechnung.
Ab 1974 wirkte Fierro über 25 Jahre als künstlerische Leiterin des Island Theatre Workshop auf Martha’s Vineyard, wo sie in über 100 Aufführungen als Schauspielerin auftrat und diese auch teilweise als Regisseurin inszenierte. In dieser Zeit begleitete Fierro über 1000 Schüler als Schauspiellehrerin im Kindertheater während der Sommermonate und bei den Apprentice Players in der Nebensaison. Sie verfasste eigene Stücke für das Kindertheater und arbeitete an den Texten der Schüler. Bis ins hohe Alter blieb sie im Island Theatre Workshop aktiv. Fierro komponierte außerdem zahlreiche Lieder und war viele Jahrzehnte Mitglied des Grace Church Choir und des Martha’s Vineyard Chorus.
Daneben unterstützte Fierro auch die amerikanische Bürgerrechtsbewegung und war Mitglied der National Association for the Advancement of Colored People.
2017 zog sie in eine betreute Wohngemeinschaft in Cleveland, Ohio, um näher bei ihrer Familie zu sein. Lee Fierro starb am 5. April 2020 im Alter von 91 Jahren in Aurora an Covid-19. Sie hinterließ ihre fünf Kinder, sieben Enkel und sieben Urenkel.

## Filmografie
- 1975: Der weiße Hai (Jaws)
- 1987: Der weiße Hai – Die Abrechnung (Jaws: The Revenge)
- 2016: The Mistover Tale